# Jogos da Ásia Ocidental de 2002
Os Jogos da Ásia Ocidental de 2002 foram a segunda edição deste evento multiesportivo. Originalmente seria realizado no Qatar em 1999, mas imprevistos impediram. O Líbano, que sediaria o evento em 2001, o cancelou e entregou a responsabilidade ao Kuwait, que planejava realizá-lo ainda naquele ano. Devido a conflitos armados na região, o evento foi adiado para abril de 2002, quando foi finalmente realizado na Cidade do Kuwait.
Esta edição teve o logotipo que lembra a forma de um homem, com a cabeça composta pelo símbolo da Federação da Ásia dos Jogos Ocidentais e dois traçados laterais, com as cores da bandeira do país.

## Países participantes
Dez países participaram do evento:
| - Arábia Saudita - Bahrein - Emirados Árabes Unidos - Iêmen - Irão - Jordânia | - Kuwait - Líbano - Omã - Palestina - Catar - Síria |

## Esportes
Nove modalidades de nove esportes formaram o programa dos Jogos:
- Atletismo
- Basquetebol
- Caratê
- Esgrima
- Esportes aquáticos
- Futebol
- Ginástica
- Handebol
- Squash

## Quadro de medalhas
País sede destacado.
| Ordem | País                   | Medalha de ouro | Medalha de prata | Medalha de bronze |     |
| ----- | ---------------------- | --------------- | ---------------- | ----------------- | --- |
| 1     | Kuwait                 | 31              | 22               | 17                | 70  |
| 2     | Arábia Saudita         | 11              | 7                | 8                 | 26  |
| 3     | Irã                    | 9               | 11               | 16                | 36  |
| 4     | Síria                  | 8               | 11               | 16                | 35  |
| 5     | Catar                  | 8               | 9                | 7                 | 24  |
| 6     | Jordânia               | 2               | 1                | 6                 | 9   |
| 7     | Líbano                 | 1               | 1                | 1                 | 3   |
| 8     | Emirados Árabes Unidos |                 | 1                | 5                 | 6   |
| 9     | Iémen                  |                 |                  | 3                 | 3   |
| 10    | Brunei                 |                 |                  | 2                 | 2   |
| 11    | Omã                    |                 |                  | 1                 | 1   |
| TOTAL | TOTAL                  | 70              | 63               | 82                | 215 |